# Těžba dříví

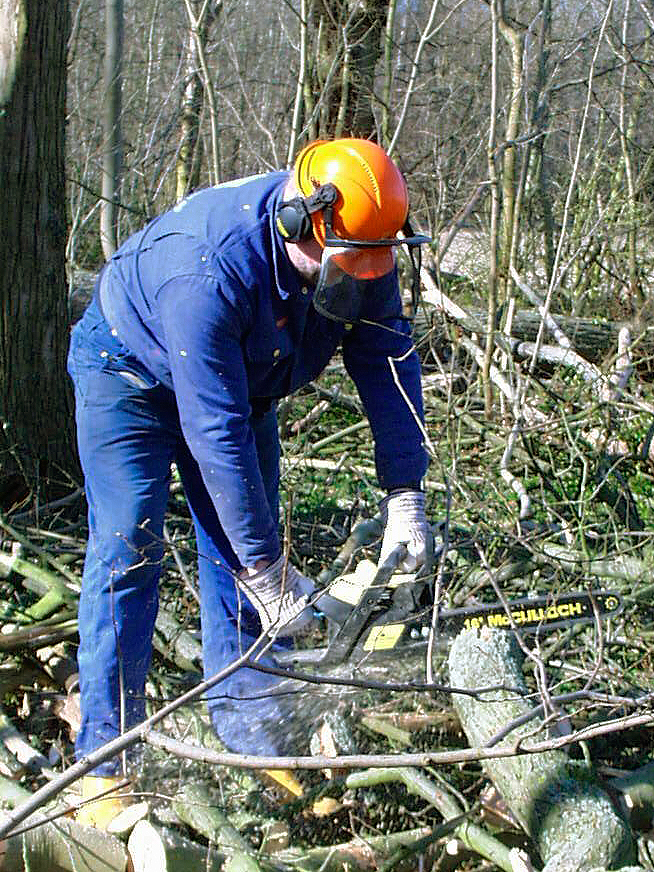
Lesní dělník

Těžba dříví je jedna z fází výroby surového dříví a část lesní těžby. Těžbu dříví lze v podstatě charakterizovat jako „sklizeň“, při které nedochází (v podmínkách výnosově vyrovnaného lesního hospodářství) ke zničení lesa. Těžba dříví je většinou (při řádném hospodaření) prostředkem výchovy a obnovy lesa a podřizuje se způsobu a průběhu obnovy následného porostu (např. rychlosti postupu přirozené obnovy, nárokům obnovených dřevin na světlo atp.)
Česko bylo v roce 2023 největším exportérem surového dřeva v Evropské unii.
Pojem lesní těžba je širší a zahrnuje vedle těžby dříví také přidruženou vedlejší těžbu, tj. získávání i jiných materiálů z lesa – např. kůru, pryskyřici, lesní plody, semena, čalounickou trávu, klest, kámen, písek nebo rašelinu.

## Česká republika
Lesní zákon v § 2 dělí těžbu dříví zejména z hlediska dosažení (nebo nedosažení) mýtného věku a také důvodů těžby na:
- těžbu předmýtní úmyslnou (písm. l),
- těžbu mýtní úmyslnou (písm. m),
- těžbu nahodilou (písm. n),
- těžbu mimořádnou (písm. o)[3].

Česko bylo v roce 2023 největším exportérem surového dřeva v Evropské unii. Podle České televize do zahraničí vyvážíme surovinu bez přidané hodnoty a zpět vozíme hotové výrobky.

## Těžební operace

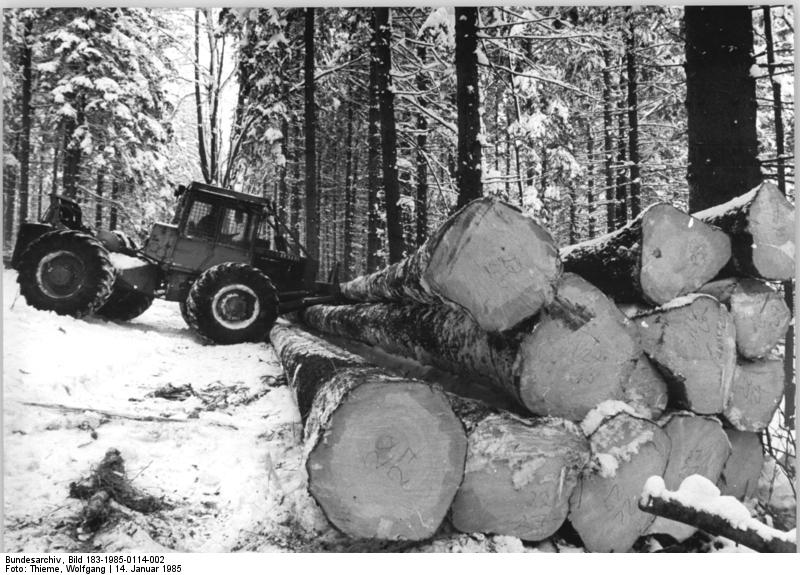
Lesní traktor LKT na skládce dříví NDR 1984

Lze rozlišit jednotlivé dílčí operace těžby dříví jako:
- kácení – vlastní porážení dřevin určených k těžbě
- odvětvování – odstraňování větví a výroba tzv. surových kmenů
- odkorňování – odstraňování kůry (pokud se vůbec provádí)
- zkracování – příčné přeřezávání surových kmenů na jednotlivé sortimenty surového dříví nebo surové kmeny.

Toto jsou klasické operace v dnes většinou již historickém pořadí. S rozvojem použití lesní mechanizace se pořadí operací může výrazně měnit dle podmínek na lokalitě a vlastností mechanizačních prostředků. Například odvětvování neprobíhá po kácení ale až během přibližování při použití odvětvovacího stroje APOS. Dříví se nemusí vůbec odkorňovat nebo se odkorňuje až ve dřevozpracujícím závodě, zkracování může probíhat až na manipulačním skladu pokud lokalita a mechanizace dovolují soustřeďovat celé surové kmeny atp.
Po prvotní fázi těžby následují většinou tyto další fáze výrobního procesu:
- Soustřeďování (operace: vyklizování a přibližování),
- Odvoz (nakládka, převoz a vykládka) a
- Manipulace (druhování, třídění, přemisťování, zkracování, štípání, ukládání...) [5]

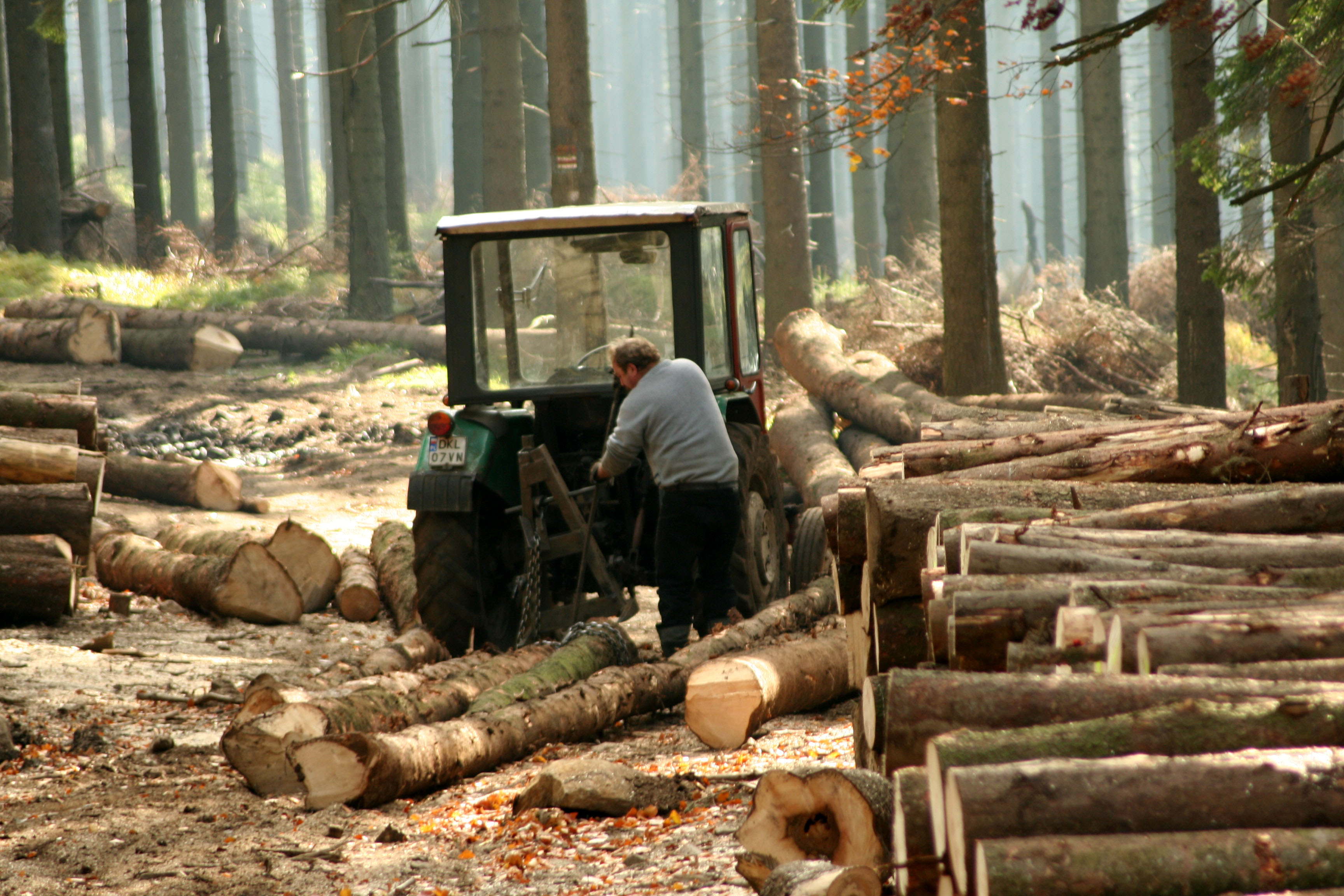
Odvozní místo

## Těžební metody
Podle stavu v jakém se na odvozní místo (OM) soustřeďuje dříví lze rozlišit 3 (eventuálně 4) těžební metody:
- Metoda sortimentní

Pokácené a odvětvené kmeny se při této metodě přímo u pařezu (P) dělí na jednotlivé kratší sortimenty (příčným přeřezáváním). Je nejšetrnější k lesnímu prostředí a proto se hodí všude tam kde dochází k přibližování a vyklizování lesním porostem (pro výchovné zásahy stejně jako výběrné a podrostní hospodaření). Soustřeďování sortimentu je lehčí takže se používají i lehčí stroje, koně nebo i lidská síla. Kratší délky dříví lze snadněji a s nižším poškozením dostat ven z porostu. Nevýhodou této metody je horší produktivita a také finanční ztráty způsobené špatnou sortimentací (např. nemožnost použít výhod počítačově řízené specializované manipulační linky).
- Metoda výřezů standardních délek je modifikace sortimentové metody, při které se v porostu (u pařezu) zkrátí kmeny na výřezy standardních (stejných) délek, odpovídajících technickým parametrům dopravních prostředků a potřebám odběratelů. Unifikovaná délka výhodná pro standardizaci výroby i odvozu může ovšem způsobovat finanční ztráty při prodeji takto "násilně" vzniklých sortimentů.

- Metoda kmenová

Pokácené stromy jsou u pařezu odvětveny a v celých délkách dopravovány na odvozní místo. Tato metoda je efektivnější než metoda sortimentní (velké množství dříví se vyklízí a přibližuje současně) ale také k lesnímu prostředí a dopravním stavbám nejméně šetrná. Při soustřeďování někdy až 30 metrových kmenů může docházet k intenzivnímu poškozování povrchu půdy a pokud jsou celé kmeny vlečeny lesním porostem tak i k rozsáhlému poškození stojících stromů. Je nutné použití výkonných = těžkých strojů – lesních kolových traktorů, výkonných lanovek atp. Sortimentace probíhá zpravidla za výhodnějších podmínek na specializovaných a strojově vybavených pracovištích (manipulačních a expedičních skladech, dřevoskladech, dřevozpracujících závodech).
- Metoda stromová

U pařezu probíhá pouze kácení a na odvozní místo se dopravuje celý strom. Soustřeďuje se celý strom i s korunou. Negativní účinky (poškozování okolních stromů, lesních cest, půdního povrchu) nejsou tak značné jako při kmenové metodě protože koruna částečně tlumí nárazy a díky větší styčné ploše neryje povrch půdy a cest. Umožňuje zpracovat korunu štěpkováním (ale zároveň dochází k ochuzování lesního prostředí o biomasu větví.